# Junge, komm bald wieder (Freddy-Quinn-Album, 1970)
Junge, komm bald wieder ist das siebte Kompilationsalbum des österreichischen Schlagersängers Freddy Quinn, das 1970 in den Musiklabels Polydor (Nummer 2414 070) und Karussell (Nummer 2415 066) in Deutschland und dem Königreich der Niederlande erschien. Die Veröffentlichung geschah unter den Rechtegesellschaften Stemra und Gesellschaft für musikalische Aufführungs- und mechanische Vervielfältigungsrechte (siehe den Abschnitt Veröffentlichung). Das Label Karussell brachte das Album im Rahmen der Karussell-Gold-Serie heraus. Die Karussell-Version des Albums wurde im Königreich der Niederlande veröffentlicht und in Deutschland und Italien hergestellt.

## Veröffentlichung
Das Kompilationsalbum wurde in folgenden Versionen veröffentlicht:
| Musiklabel                                                          | Label-Nummer | Jahr | Tonträger                                   | Land                       | Weitere(s) Unternehmen | Rechtegesellschaft                                                                 |
| ------------------------------------------------------------------- | ------------ | ---- | ------------------------------------------- | -------------------------- | --- | ---------------------------------------------------------------------------------- |
| Karussell                                                           | 2415 066     | 1970 | Schallplatte                                | Königreich der Niederlande | | Stemra                                                                             |
| Polydor                                                             | 2414 070     | 1970 | Schallplatte                                | Königreich der Niederlande | | Stemra                                                                             |
| Karussell                                                           | 3157 117     | 1970 | Kompaktkassette                             | Deutschland                | Deutsche Grammophon GmbH (Plattenfirma) | Gesellschaft für musikalische Aufführungs- und mechanische Vervielfältigungsrechte |
| Polydor                                                             | 63 414       | 1974 | Schallplatte (Club-Edition/Special-Edition) | Österreich                 | - Polydor International GmbH (Phonographisches Copyright) - Phonodisc GmbH (Acetat-Lack-Schnitt) - Phonodisc GmbH (Pressung) - HofmannDruck (Druck) - Donauland (Exklusiver Einzelhändler) | Austro Mechana                                                                     |
| Karussell                                                           | 63 798       | 1975 | Kompaktkassette (Club-Sonderausgabe)        | Deutschland                | Deutsche Grammophon GmbH (Aufnahme) | Gesellschaft für musikalische Aufführungs- und mechanische Vervielfältigungsrechte |
| Polydor (unter dem Albumtitel Freddy; in der Serie Polydor Contact) | 2483 122     | 1976 | Schallplatte                                | Belgien                    | - Polydor International GmbH (Herstellung) | Sabam                                                                              |
| Karussell (in der Gold-Serie)                                       | 2415 066     | 1982 | Schallplatte                                | Österreich                 | Gerhard Kaiser GmbH (Druck) | Austro Mechana                                                                     |
| Karussell (in der Gold-Serie)                                       | 2415 066     | 1982 | Schallplatte                                | Deutschland                | Gerhard Kaiser GmbH (Druck) | Gesellschaft für musikalische Aufführungs- und mechanische Vervielfältigungsrechte |
| Karussell                                                           | 3157 117     | –    | Kompaktkassette                             | Deutschland                | Deutsche Grammophon GmbH (Plattenfirma) | Gesellschaft für musikalische Aufführungs- und mechanische Vervielfältigungsrechte |

## Musik
Lieder dieses Kompilationsalbums wurden von Freddy Quinn in folgenden Studioalben veröffentlicht (acht der Lieder waren auch als Single veröffentlicht worden):
- Freddy (1958)
  - Einmal in Tampico
  - Rosalie
  - Heimatlos
- Das ist Freddy (1961)
  - Cigarettes And Whisky
  - Ich bin bald wieder hier
  - Irgendwann gibt’s ein Wiedersehn
- Auf hoher See (1961)
  - La Paloma
  - Die Gitarre und das Meer
- Heimweh nach St. Pauli (1962)
  - Junge, komm bald wieder
- Freddy auf großer Fahrt (1962)
  - Die Gitarre und das Meer
- Freddy El Millonario (1964)
  - Wann kommt das Glück auch zu mir
- Der Junge von St. Pauli (1970)
  - Cigarettes And Whiskey

## Titelliste
Das Album beinhaltet folgende zwölf Titel:
- Seite 1

1. Junge, komm bald wieder (geschrieben von Lotar Olias und Walter Rothenburg)
2. La botella (geschrieben von Freddy Quinn und Walter Rothenburg)
3. Rosalie (geschrieben von Hans Henderlein und Günter Loose)
4. Einmal in Tampico (geschrieben von Lotar Olias und Peter Moesser)
5. Heimatlos (geschrieben von Lotar Olias und Peter Moesser)
6. Guitar Playing Joe (geschrieben von Freddy Quinn und Lotar Olias)

- Seite 2

1. Cigarettes And Whiskey (Song Of The Washington Bar) (geschrieben von Peter Moesser). Im Original als Cigareetes, Whusky, And Wild, Wild Women von The Sons of the Pioneers, die Originalversion wurde von Tim Spencer geschrieben.[1]
2. Ich bin bald wieder hier (geschrieben von Lotar Olias und Peter Moesser)
3. Die Gitarre und das Meer (geschrieben von Aldo von Pinelli und Lotar Olias)
4. La Paloma (geschrieben von Sebastián de Yradier, adaptiert von Franz Josef Breuer). Vermutlich von de Yradier zwischen 1857 und 1859 in Spanien veröffentlicht. Über 450 Coverversionen sind bekannt.[2]
5. Wann kommt das Glück auch zu mir (geschrieben von Freddy Quinn, Lotar Olias und Max Colpet)
6. Irgendwann gibt’s ein Wiedersehn (geschrieben von Lotar Olias und Günter Loose)